# Alberto Alberti (Kardinal)
Alberto Alberti (* in Arezzo; † 11. August 1445 in Grottaferrata) war ein Kardinal der Römischen Kirche.

## Leben
Er war der Sohn eines Cipriano Alberti. Anscheinend hatte er eine gewisse Bildung genossen, denn „er war ein sehr gelehrter Mann, und ein Kenner der griechischen und der lateinischen Sprache“. Er war nacheinander Chorherr des Metropolitankapitels von Florenz, Apostolischer Protonotar sowie Gouverneur von Perugia. Am 4. März 1437 wurde er zum Administrator des Bistums Camerino ernannt. Die Bischofsweihe spendete ihm am 6. Oktober 1437 in Perugia der Bischof von Ascoli Piceno Paolo Alberti OFM. Alberto Alberti war Teilnehmer des Konzils von Florenz.
Papst Eugen IV. ernannte ihn im Konsistorium vom 18. Dezember 1439 zum Kardinaldiakon und verlieh ihm am 8. Januar 1440 die Titeldiakonie Sant’Eustachio. Am 25. Februar 1440 traf er in Florenz am päpstlichen Hof ein. Er wurde am 10. Juni 1440 zum Legaten ernannt und erhielt die Aufgabe, zwischen Herzog René d’Anjou und König Alfonso d’Aragón zu vermitteln. Am 24. Oktober 1442 war er wieder in Florenz; am 29. Juni 1443 wird seine Rückkehr aus Siena verzeichnet. Er wurde am 4. Oktober 1444 zum Camerlengo des Kardinalskollegiums gewählt, diese Position hatte er bis zu seinem Tod inne. Alberto Alberti gehörte zu den Kardinälen, die mit der Heiligsprechung von Bernhardin von Siena befasst waren.
Alberto Alberti starb am 11. (oder 3.) August 1445 im Kloster Grottaferrata und wurde in der Hilarius-Kapelle. der Lateranbasilika in Rom beigesetzt. Teile seines Körpers wurden in die Kirche Santa Croce in Florenz überführt und dort bestattet. Seine Familie ließ an dieser Stelle im Jahre 1573 ein Grabmal errichten.